# Lavie
〈Lavie〉是日本视频游戏《#空帕斯：陣地攻防戰》登场英雄拉薇・秀秀瑪爾榭的主题曲，由日本创作歌手Three创作。游戏版本是使用Vocaloid歌声库镜音连合成主唱人声，其音乐视频发布于2022年10月29日。此外，由Three本人演唱的版本作为单曲发行于2022年12月24日，其音乐视频发布于2022年12月24日。

## 背景
《#空帕斯：陣地攻防戰》是NHN PlayArt与多玩国合作开发的一款三对三在线战斗竞技场游戏，拉薇・秀秀瑪爾榭作为一名坦职英雄于2022年8月22日发布，其主题曲〈Lavie〉同时公开，拉薇全名拉薇・秀秀瑪爾榭・可爾・維斯佩爾提利歐，是活了千年以上的吸血鬼之王，穿着短裙，身形娇小，雌小鬼性格，实际是伪娘，拉薇在游戏中的防御值尽管不高，但能依靠吸收大量生命值来持续承受伤害。

## 创作
此曲时长3分钟整，与《#空帕斯：陣地攻防戰》的对战时长相同，节奏每分钟186拍，人声音域在G♯3至B5之间。此曲的歌唱表达了拉薇在游戏里吸收大量生命值不易被轻易被打倒的特色，以及拉薇迷人和小恶魔的性格。

## 名单
- Three——音乐
- Malo——電貝斯
- Spike——插图
- Yoshida Nasubeam（よしだなすび）——视频
- 田本雅浩（田本雅浩）——混音和母带

## 排行榜
| 排行榜（2022年）                        | 最高排名 |
| --------------------------------------- | -------- |
| 日本热门Vocaloid歌曲（Billboard Japan） | 2        |
| 排行榜（2023年）                        | 最高排名 |
| 日本飙升歌曲（Billboard Japan）         | 10       |
| 日本热门Vocaloid歌曲（Billboard Japan） | 1        |
| 日本YouTube热门话题（Billboard Japan）  | 19       |

| 排行榜（2022年）                        | 最高排名 |
| --------------------------------------- | -------- |
| 日本热门Vocaloid歌曲（Billboard Japan） | 1        |

## 发行历史
| 地区     | 日期           | 格式            | 唱片公司 | 参考  |
| -------- | -------------- | --------------- | -------- | ----- |
| 世界各地 | 2022年12月24日 | 流媒体 數位下載 | RED      | [ 8 ] |